# オーティス・ハーラン
オーティス・ハーラン（Otis Harlan、1865年12月29日 - 1940年1月21日）は、アメリカ合衆国の俳優。オハイオ州ゼインスヴィル出身。

## 経歴
1940年1月21日に脳卒中の為、インディアナ州で死去。74歳没。

## 出演作品

### 映画
- 三悪人 3 Bad Men  (1926)
- 大山鳴動
- テキサスの若武者

### アニメ
- 白雪姫 - ハッピー 役